# Polk County (Texas)
Das Polk County ist ein County im Bundesstaat Texas der Vereinigten Staaten. Das U.S. Census Bureau hat bei der Volkszählung 2020 eine Einwohnerzahl von 50.123 ermittelt. Der Sitz der County-Verwaltung (County Seat) befindet sich in Livingston.

## Geographie
Das County liegt im Osten von Texas, etwa 80 km vor der Grenze zu Louisiana und hat eine Fläche von 2874 Quadratkilometern, wovon 136 Quadratkilometer Wasserfläche sind. Es grenzt im Uhrzeigersinn an folgende Countys: Angelina County, Tyler County, Hardin County, Liberty County, San Jacinto County und Trinity County.

## Geschichte
Polk County wurde 1836 als Original-County gebildet. Benannt wurde es nach James Knox Polk, dem 11. Präsidenten der Vereinigten Staaten.

## Demografische Daten

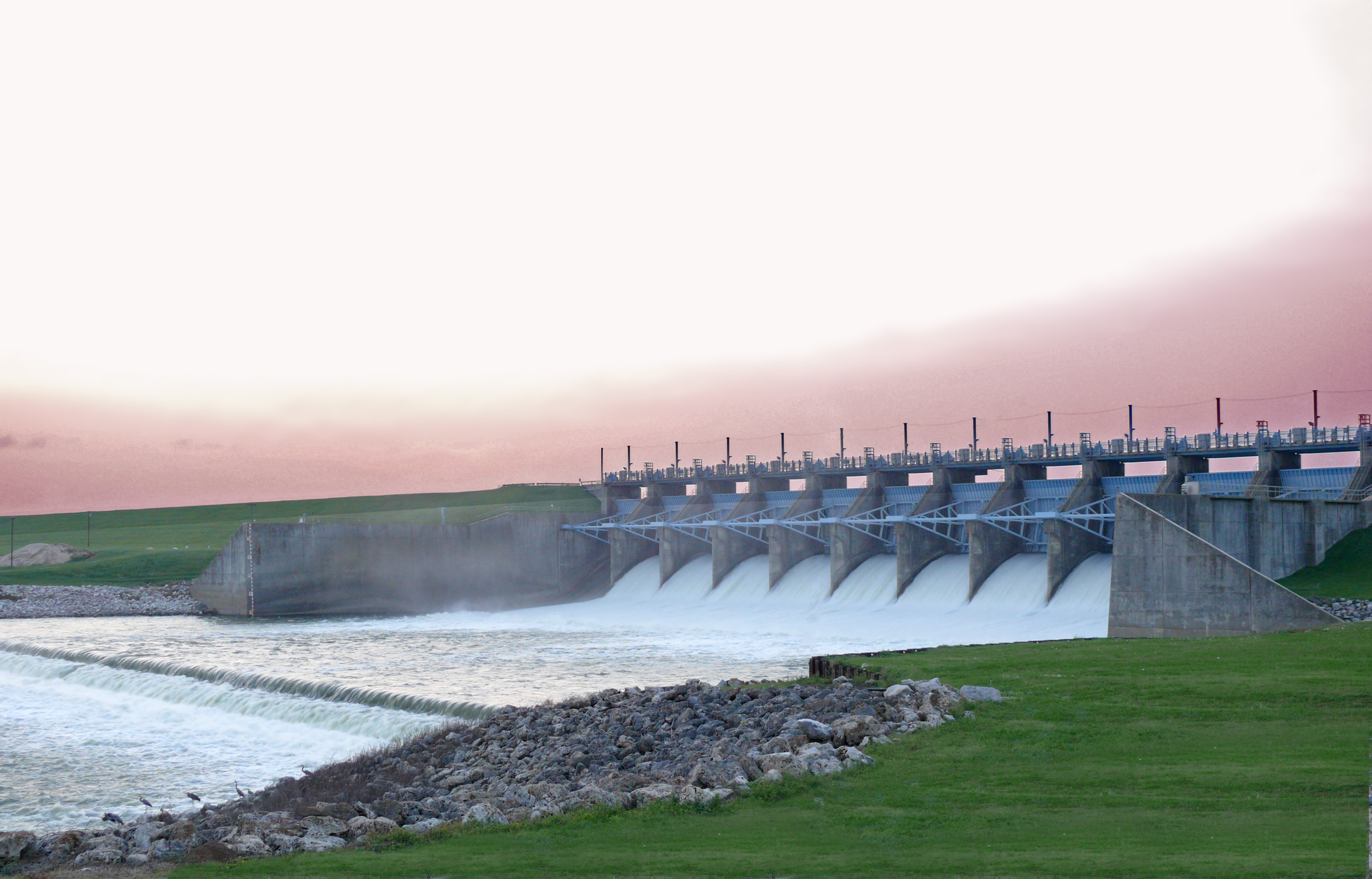
Der Lake Livingston Dam

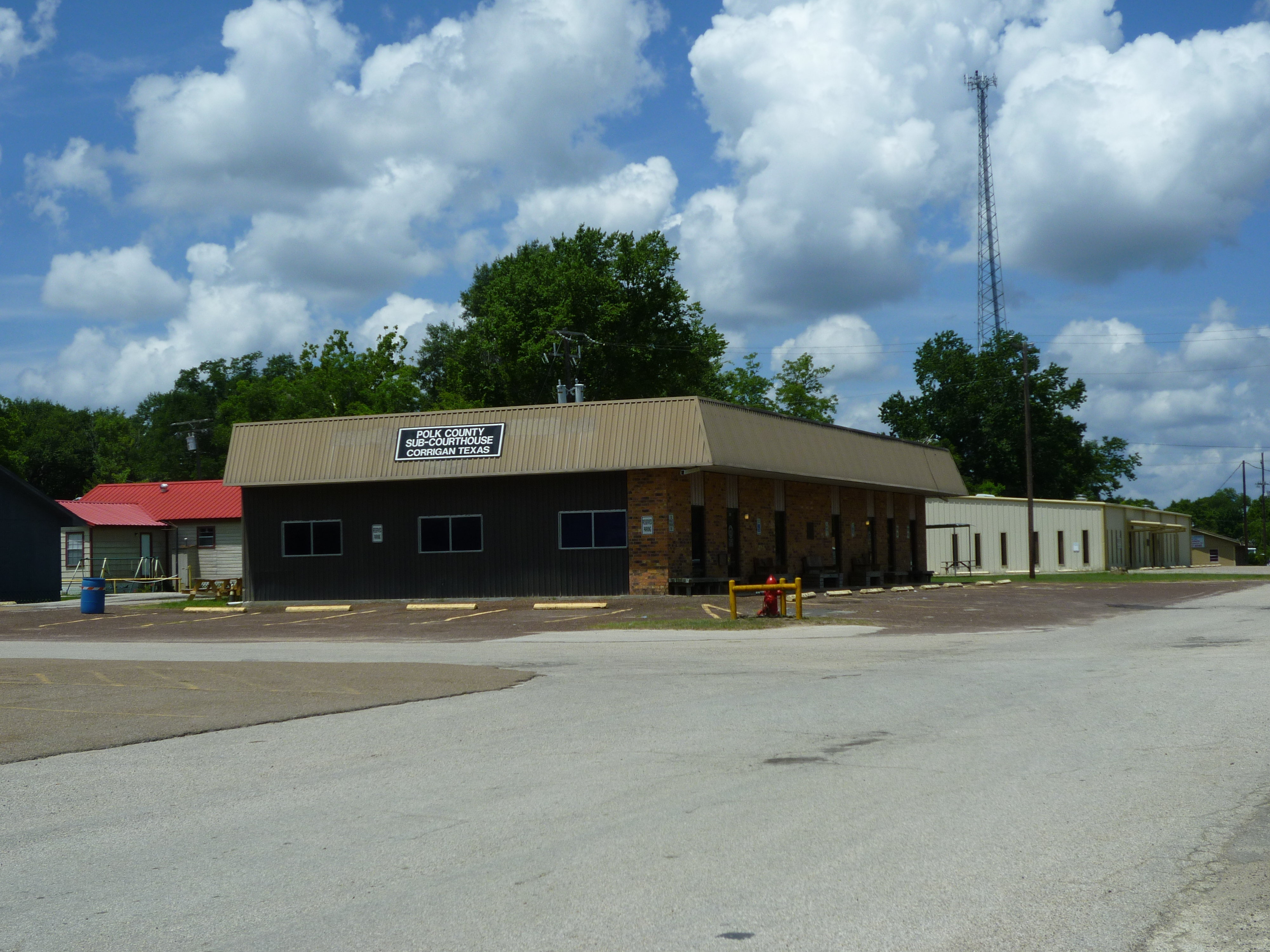
Polk County Subcourthouse in Corrigan

Nach der Volkszählung im Jahr 2000 lebten im Polk County 41.133 Menschen in 15.119 Haushalten und 10.915 Familien. Die Bevölkerungsdichte betrug 15 Einwohner pro Quadratkilometer. Ethnisch betrachtet setzte sich die Bevölkerung zusammen aus 79,64 Prozent Weißen, 13,17 Prozent Afroamerikanern, 1,74 Prozent amerikanischen Ureinwohnern, 0,38 Prozent Asiaten, 0,01 Prozent Bewohnern aus dem pazifischen Inselraum und 3,74 Prozent aus anderen ethnischen Gruppen; 1,32 Prozent stammten von zwei oder mehr Ethnien ab. 9,39 Prozent der Einwohner waren spanischer oder lateinamerikanischer Abstammung.
Von den 15.119 Haushalten hatten 28,8 Prozent Kinder oder Jugendliche, die mit ihnen zusammen lebten. 57,9 Prozent waren verheiratete, zusammenlebende Paare 10,8 Prozent waren allein erziehende Mütter und 27,8 Prozent waren keine Familien. 24,6 Prozent waren Singlehaushalte und in 12,5 Prozent lebten Menschen im Alter von 65 Jahren oder darüber. Die durchschnittliche Haushaltsgröße betrug 2,50 und die durchschnittliche Familiengröße betrug 2,95 Personen.
22,9 Prozent der Bevölkerung war unter 18 Jahre alt, 8,1 Prozent zwischen 18 und 24, 26,8 Prozent zwischen 25 und 44, 24,2 Prozent zwischen 45 und 64 und 18,0 Prozent waren 65 Jahre alt oder älter. Das Durchschnittsalter betrug 39 Jahre. Auf 100 weibliche Personen kamen 108,7 männliche Personen und auf 100 Frauen im Alter von 18 Jahren oder darüber kamen 109,5 Männer.

Das jährliche Durchschnittseinkommen eines Haushalts betrug 30.495 USD, das Durchschnittseinkommen einer Familie betrug 35.957 USD. Männer hatten ein Durchschnittseinkommen von 30.823 USD, Frauen 21.065 USD. Das Prokopfeinkommen betrug 15.834 USD. 13,3 Prozent der Familien und 17,4 Prozent der Einwohner lebten unterhalb der Armutsgrenze.

## Kultur und Sehenswürdigkeiten

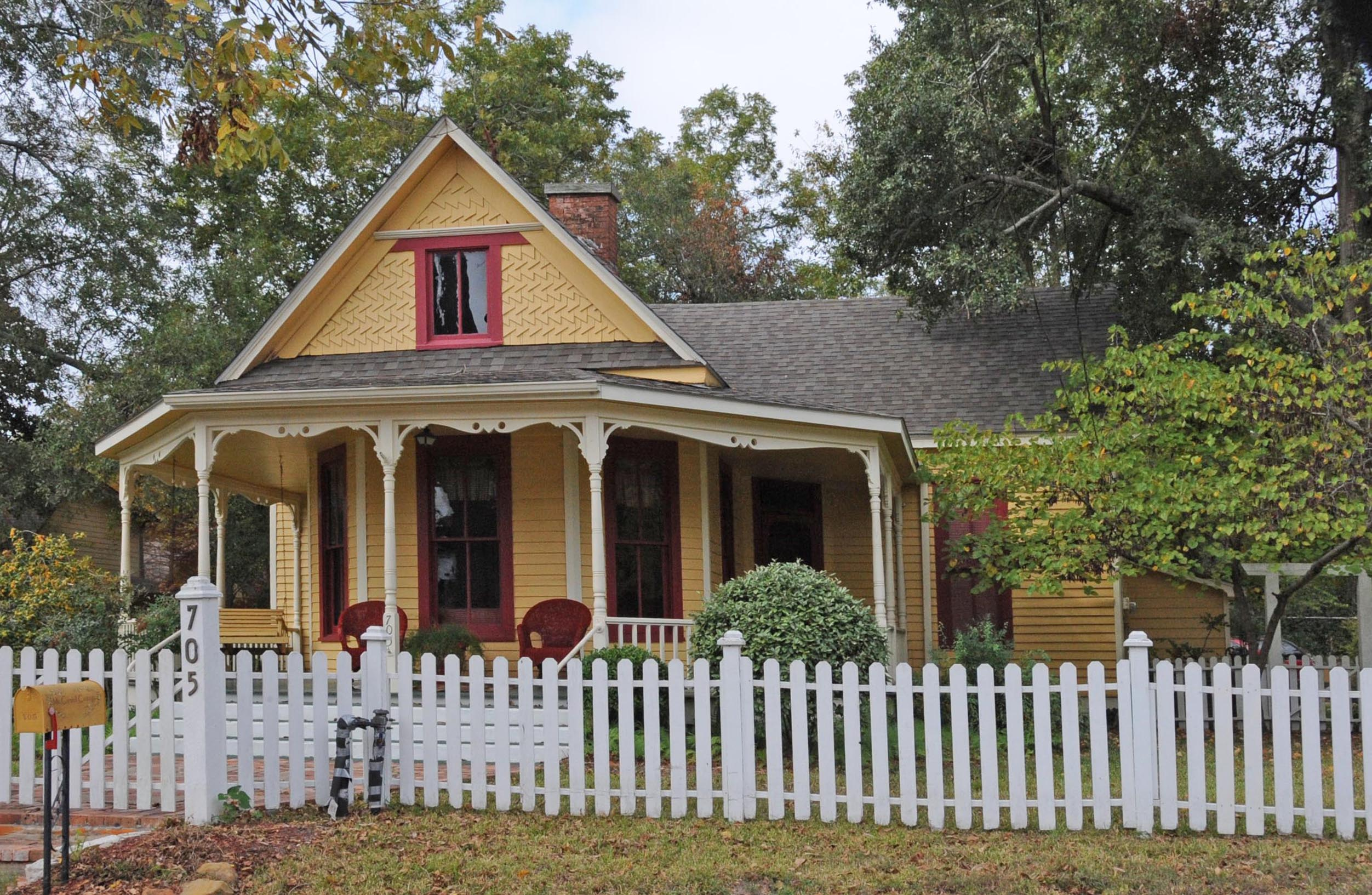
Das 1887 erbaute William Keenan and Nancy Elizabeth McCardell House (2015) wird seit August 2005 im NRHP geführt.

Zwei Bauwerke im County sind im National Register of Historic Places („Nationales Verzeichnis historischer Orte“; NRHP) eingetragen (Stand 30. November 2021), das Polk County Courthouse and 1905 Courthouse Annex und das William Keenan and Nancy Elizabeth McCardell House.

## Orte im County
- Ace
- Barnes
- Barnum
- Blanchard
- Camden
- Carmona
- Corrigan
- Dallardsville
- Goodrich
- Holly Grove
- Leggett
- Lily Island
- Livingston
- Marston
- Moscow
- New Willard
- Ollie
- Onalaska
- Pleasant Hill
- Pluck
- Providence
- Schwab City
- Segno
- Seven Oaks
- Snow Hill
- Wakefield
- West Livingston
- West Tempe